# Diplothrix legata
Diplothrix legata або пацюк рюкюський - гризун родини мишеві (Muridae). 
Довжина тіла сягає від 22 до 33 см, довжина хвоста- від 24 до 33 см. Шерсть довга, густа, сірого кольору, нижня частина тіла дещо світліша за верхню. Хвіст пухнастий, маленькі вуха покриті волосинками. 
Цей гризун мешкає на японських островах Рюкю, а саме на островах Амамі Осіма, Токуносіма і Окінава. Живуть в лісах, на висоті 300-400 метрів над рівнем моря. 
Цьому виду загрожує вирубка лісів. а також собаки, кішки і мангусти. МСОП вважає цей вид таким, що перебувє під загрозою зникнення.